# Mario Baroni
Mario Baroni (Scarperia, 11 marzo 1927 – Figline Valdarno, 1º agosto 1994) è stato un ciclista su strada italiano.
Professionista tra il 1949 ed il 1958, vinse una tappa al Giro d'Italia e una alla Vuelta a España.

## Carriera
Corse per diverse formazioni, nel primo secondo dopoguerra, distinguendosi come gregario di Gino Bartali e di Fiorenzo Magni. Le principali vittorie da professionista, le ottenne nel 1957, quando vinse una tappa al Giro d'Italia ed una alla Vuelta a España.

## Palmarès
- 1949 (Bartali, una vittoria)

Coppa Lanciotto Ballerini
- 1956 (Nivea-Fuchs, una vittoria)

1ª tappa Giro dei Paesi Bassi (Utrecht > Steenwijkerwold)
- 1957 (Leo-Chlorodont, due vittorie)

14ª tappa Giro d'Italia (Genova > Saint-Vincent)
12ª tappa Vuelta a España (Barcellona > Saragozza)

## Piazzamenti

### Grandi Giri
- Giro d'Italia

1950: 35º
1951: 45º
1952: 78º
1953: 53º
1954: ritirato
1955: 20º
1956: 22º
1957: 74º
1958: 76º
- Tour de France

1952: 41º
1953: 53º
1957: 53º
- Vuelta a España

1955: 28º
1957: 46º

### Classiche monumento
- Milano-Sanremo

1950: 86º
1951: 27º
1953: 39º
1955: 14º
1956: 6º
- Giro di Lombardia

1951: 17º
1953: 51º
1955: 80º